# Десятиугольная призма
В геометрии десятиугольная призма является восьмой в бесконечном семействе призм, образованных десятью квадратными боковыми гранями и двумя правильными десятиугольными основаниями. Имея двенадцать граней, это один из многих неправильных додекаэдров. Десятиугольная призма имеет 12 граней, 30 рёбер и 20 вершин. Если все грани правильные, это полуправильный или призматический однородный многогранник.

## Использование
Десятиугольная призма является ячейкой в двух однородных 4-мерных многогранниках:
| Ранцинированный 120-ячеечник · | Омниусечённый 120-ячеечник · |
|                                |                              |

## Связанные многогранники
| Многоугольник |       |       |       |       |       |       |       |        |        |        |        |       |
| Мозаика       |       |       |       |       |       |       |       |        |        |        |        |       |
| Конфигурация  | 3.4.4 | 4.4.4 | 5.4.4 | 6.4.4 | 7.4.4 | 8.4.4 | 9.4.4 | 10.4.4 | 11.4.4 | 12.4.4 | 17.4.4 | ∞.4.4 |